# Swimmingpool am Golan
Swimmingpool am Golan ist ein deutscher Dokumentarfilm aus dem Jahr 2018 von Schauspielerin Esther Zimmering, in dem sie der Geschichte ihrer Vorfahren in Israel und der DDR nachspürt. Der Film wurde beim Saarbrücker Max-Ophüls Preis 2018 uraufgeführt.

## Inhalt
Als die 12-jährige Esther Zimmering begreift, dass sie doch noch mehr Verwandte hat als die bisher bekannten aus ihrer heimatlichen DDR, ist es um ihre Heimat schon geschehen: Die Mauer fällt. Für Esther bringt die Wende zunächst wenig Angenehmes – auf einmal gibt es in ihrer Schule Neonazis, die sie als Jüdin und Kommunistin beschimpfen. Seitdem wird Israel zu einem Sehnsuchtsort für sie, und ihre Cousins und Cousinen dort zu ihren Vorbildern.
Der Film begleitet tagebuchartig Esthers Reise zu sich selbst und zu ihren Wurzeln. Dieser Weg führt sie zurück in die Vergangenheit ihrer Großmutter zur Nazizeit in Berlin, dann zur Gründung zweier Staaten, an der Mitglieder ihrer Familie mitbeteiligt waren (Israel und die DDR), und schließlich in ihre eigene Zukunft, in der ihre jugendlichen Schwärmereien über Israel gründlich revidiert werden.

## Kritik & Auszeichnungen
„Zimmering ist unbedingt persönlich. […] Es sind solche fragenden Filme und frischen Perspektiven, die den Reiz des Programms des Festivals Max-Ophüls-Preis in Saarbrücken ausmachen – die Überschreitung der schieren Tatsachen in Richtung eines Schwebezustands zwischen Wirklichkeit und Phantasie.“ – Rüdiger Suchsland
„Welch ein von Historie tief durchwirkter Familienstoff!“ – Christoph Schreiner
„Zimmering gelingt es erstaunlich präzise, die kollektive Geschichte in Gestalt der Aufbau-Utopien von Israel wie der DDR sehr eng mit ihrer eigenen Entwicklung zu verbinden und die komplexe Familiengeschichte von 1933 bis in die Gegenwart nachzuzeichnen.“ – Wolfgang Hamdorf
„In diesem Dokumentarfilm sucht Esther Zimmering nach der Utopie vom besseren und freieren Leben und deckt dabei auch politisch brisante Lücken in den Legenden der Familie auf. Sie bleibt aber immer eine mitfühlende, ganz persönliche Beobachterin des Geschehens, auch des heutigen Israels. […] Ein Film, der bei allem Ernst der Lebensgeschichten, an denen er uns hochemotional teilnehmen lässt, nicht auf heitere Momente verzichtet.“ – Dr. Josef Schnelle
Der Film lief bei mehreren Filmfestivals im Wettbewerb, unter anderem bei Achtung Berlin und dem Filmkunstfest Mecklenburg-Vorpommern. Außerdem wurde er für den Publikumspreis beim Festival des deutschen Films 2018 in Ludwigshafen nominiert.